# Steve Vickers (Eishockeyspieler)
Stephen James „Steve“ Vickers (* 21. April 1951 in Toronto, Ontario) ist ein ehemaliger kanadischer Eishockeyspieler, der im Verlauf seiner aktiven Karriere zwischen 1969 und 1982 unter anderem 722 Spiele für die New York Rangers in der National Hockey League (NHL) auf der Position des linken Flügelstürmers bestritten hat. Vickers, der die Rangers zweimal im NHL All-Star Game vertrat, gewann im Jahr 1973 die Calder Memorial Trophy und war im Jahr 1975 zudem Mitglied des NHL Second All-Star Team.

## Karriere
Vickers spielte während seiner Juniorenzeit zwischen 1969 und 1971 bei den Toronto Marlboros in der Ontario Hockey Association (OHA) zusammen mit Dale Tallon und Steve Shutt, nachdem er im Jahr zuvor noch bei den Markham Waxers in der unterklassigen Metro Junior A Hockey League (MetJHL) gespielt hatte. Parallel besuchte er die University of Toronto, wo er ein Studium in Erziehungswissenschaften abschloss. Beim NHL Amateur Draft 1971 wurde der Flügelspieler von den New York Rangers aus der National Hockey League (NHL) in der ersten Runde als Gesamtzehnter ausgewählt, woraufhin er seine Juniorenkarriere nach 138 OHA-Einsätzen, in denen er 203 Scorerpunkte sammelte, beendete.
Nach seinem Wechsel in die Organisation der New York Rangers wurde er zunächst ein Jahr bei den Omaha Knights in der Central Hockey League eingesetzt, schaffte aber in der darauffolgenden Spielzeit den Sprung in die NHL. Dort stand der Kanadier ab der Saison 1972/73 im Kader der Rangers. In einer Angriffsreihe mit Walt Tkaczuk und Bill Fairbairn – der sogenannten Bulldog Line – konnte er sich mit seinem körperlich robusten Spiel durchsetzen. In seinem Rookiejahr sammelte er 53 Scorerpunkte, die ihm halfen, als bester Liganeuling des Jahres mit der Calder Memorial Trophy ausgezeichnet zu werden. In den folgenden Jahren behauptete er sich als solider NHL-Spieler und wurde in den Jahren jeweils zum 1975 und 1976 jeweils zum NHL All-Star Game eingeladen. Zudem fand er sich am Ende der Spielzeit 1974/75, die mit 89 Punkten seine beste darstellte, im NHL Second All-Star Team wieder und erreichte im Verlauf der Stanley-Cup-Playoffs 1979 die Finalserie, die allerdings gegen die Canadiens de Montréal in fünf Spielen verloren ging.
Als seine Leistungen in der Saison 1981/82 im System des neuen Rangers-Trainers Herb Brooks erheblich nachließen, wurde er an das Farmteam Springfield Indians in die American Hockey League (AHL) abgegeben. Im Anschluss an die Spielzeit beendete der 31-Jährige seine aktive Karriere.

## Erfolge und Auszeichnungen
| - 1971 OHA First All-Star Team - 1973 Calder Memorial Trophy - 1975 NHL Second All-Star Team | - 1975 Teilnahme am NHL All-Star Game - 1976 Teilnahme am NHL All-Star Game |

## Karrierestatistik
(Legende zur Spielerstatistik: Sp oder GP = absolvierte Spiele; T oder G = erzielte Tore; V oder A = erzielte Assists; Pkt oder Pts = erzielte Scorerpunkte; SM oder PIM = erhaltene Strafminuten; +/− = Plus/Minus-Bilanz; PP = erzielte Überzahltore; SH = erzielte Unterzahltore; GW = erzielte Siegtore; 1 Play-downs/Relegation; Kursiv: Statistik nicht vollständig)